# 天棓四
天棓四（天龍座γ Draconis，縮寫Gamma Dra、γ Dra），國際天文學聯合會的正式名稱為Eltanin /ɛlˈteɪnɪn/，是位於天龍座北部的一顆恆星。它是天龍星中最亮的天體，其星等為2.2等，但它歷史上排名第三，因此在拜耳命名法中是γ星，事實上，它比β星亮近半個星等，比α星亮一個星等以上。
天棓四距離太陽154.3光年（47.3秒差距），是由依巴谷天體量測衛星的視差量測所確定的。在1728年，英國天文學家詹姆士·布拉德雷（英語：James Bradley）在嘗試量測這顆恆星的視差失敗時，發現了地球相對運動導致的光行差。布拉德雷的發現顯然證實了哥白尼「地球圍繞太陽旋轉的理論」。它正以約-28公里/秒的徑向速度向太陽系靠近。
在過150萬年，天棓四將在距離地球28光年以內通過。如果它現時的絕對星等不變，屆時它將是夜空中最亮的恆星，幾乎和現時的天狼星一樣亮。在英國的倫敦附近，它是通過天頂最亮的恆星，這導致它在這些地方被吹捧為「天頂之星」。在東南偏南的這顆紅星附近，是天琴座中一顆明亮且著名的織女星。

## 性質
天棓四是一顆演化中的巨星，其恆星分類為K8pIII。自1943年以來，這顆恆星的光譜一直是其他恆星分類的穩定錨點之一。它的質量大約是太陽的兩倍，而它的大小已經擴張至太陽的50倍左右。它的輻射約是太陽的590倍，在3,990 K的有效溫度下，其光度與太陽的外層大氣相當。這比太陽冷，使這顆恆星呈現出K型恆星的橙色光芒。
在雙星目錄中，天棓四是6合星；所有這些都是由美國天文學家舍本·衛斯里·伯納姆發現的。最接近的可能是物理上相關的，並且相隔約1,000 AU。這個天體的光度表明它是一顆紅矮星，其它的都是與天棓四無關的遙遠恆星。

## 命名法
天棓四，在拜耳命名法的名稱是「γDraconis」（天龍座γ，拉丁化是「Gamma Draconis」）。
它有著傳統的名字：Eltanin，來自阿拉伯語التنينAt-Tinnin，意思是「大蛇」。「Rastaban」這個名字以前用於天棓四，這兩個詞有一個阿拉伯詞根，意思是「蛇」或「龍」。在2016年，國際天文學聯合會組織了IAU恆星名稱工作組（WGSN）對恆星的專有名稱進行編目和標準化。WGSN於2016年8月21日核准了這顆恆星的名稱為「Eltanin」，現在它已被列入國際天文學聯合會的恆星名稱目錄。
天棓四與天棓三（天龍座β）、天棓增九（天龍座μ）、天龍座ν、和天棓一（天龍座ξ）合稱為「駱駝媽媽」，後來被稱為「五度駱駝」（英語：Quinque Dromedarii）。
在中國，天棓 ()的意思是「天翼」，是指由天龍座γ、天龍座ξ、天龍座ν、天龍座β星和武仙座ι組成的星官。因此，天龍座γ的中文名稱是天棓四 (）天棓的第四顆星（英語：。）。

### 名字
美國海軍埃塔明號 (AK-93)是一艘以這顆恆星命名的美國海軍巨爵級貨船。